# Podbeskydská pahorkatina
Podbeskydská pahorkatina je geomorfologický celek Západobeskydského podhůří v geomorfologické subprovincii Vnější západní Karpaty, ležící na severovýchodě České republiky. Jedná se o pásmo vrchovin, pahorkatin a brázd orientovaných ve směru severovýchod–jihozápad. Nejvyšším bodem je Skalka (964 m) ve Štramberské vrchovině. Rozloha celku je 1508 km² a střední výška dosahuje 353 metrů.

## Geologie
Pahorkatinu tvoří zejména flyšové horniny, které vznikaly v období křídy a paleogénu, a kvartérní sedimentární horniny. Místy se vyskytují vyvřeliny, kry kulmských a bradla jurských hornin. V podcelku Frenštátská brázda leží v hloubce 500 metrů karbonské černouhelné sloje. V Těšínské pahorkatině se těžil zemní plyn a vyčerpaná ložiska se využívají jako podzemní zásobníky plynu.

## Geomorfologie
V Podbeskydské pahorkatině je vymezeno sedm geomorfologických podcelků:

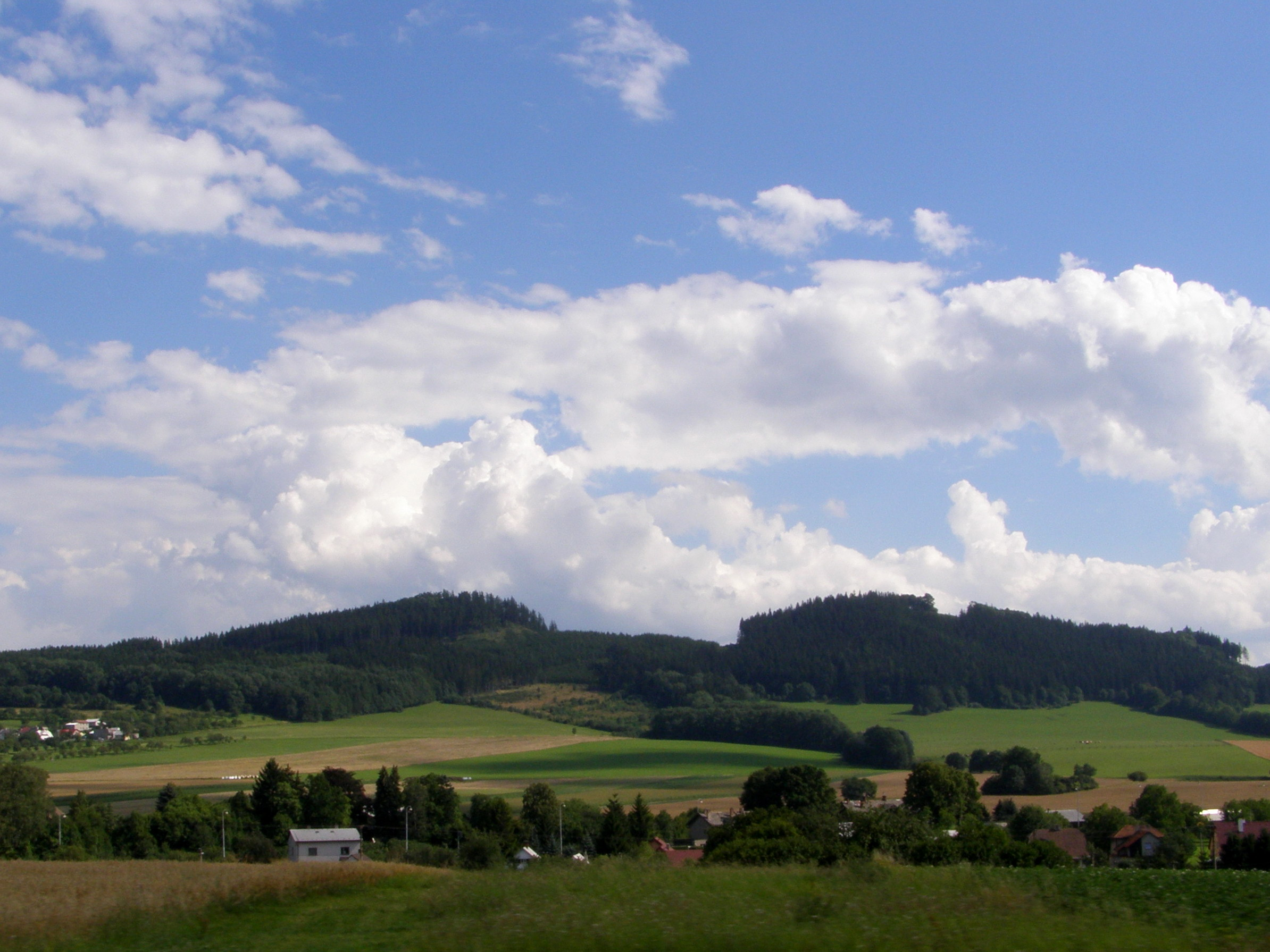
Kelčská pahorkatina
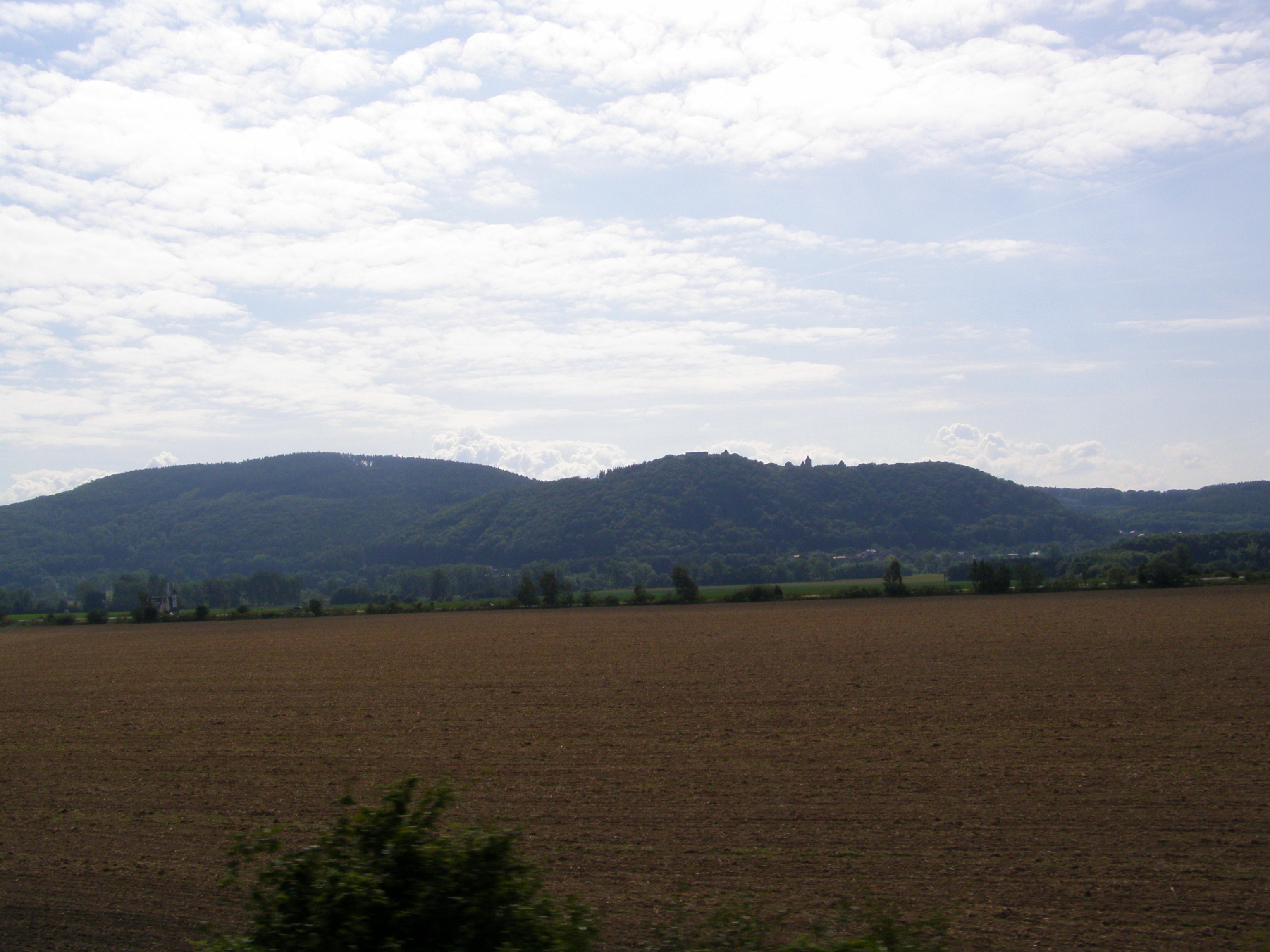
Maleník
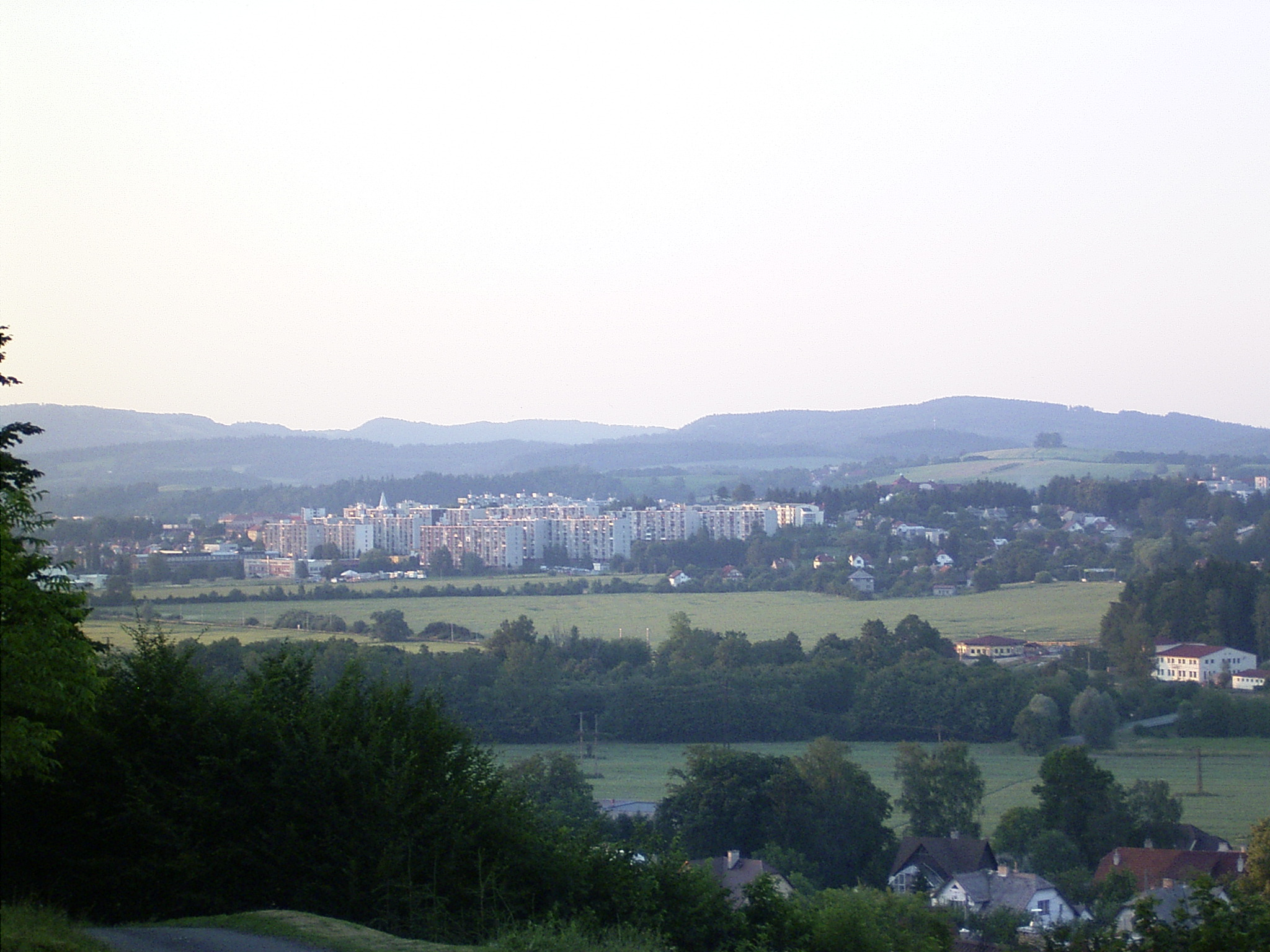
Příborská pahorkatina
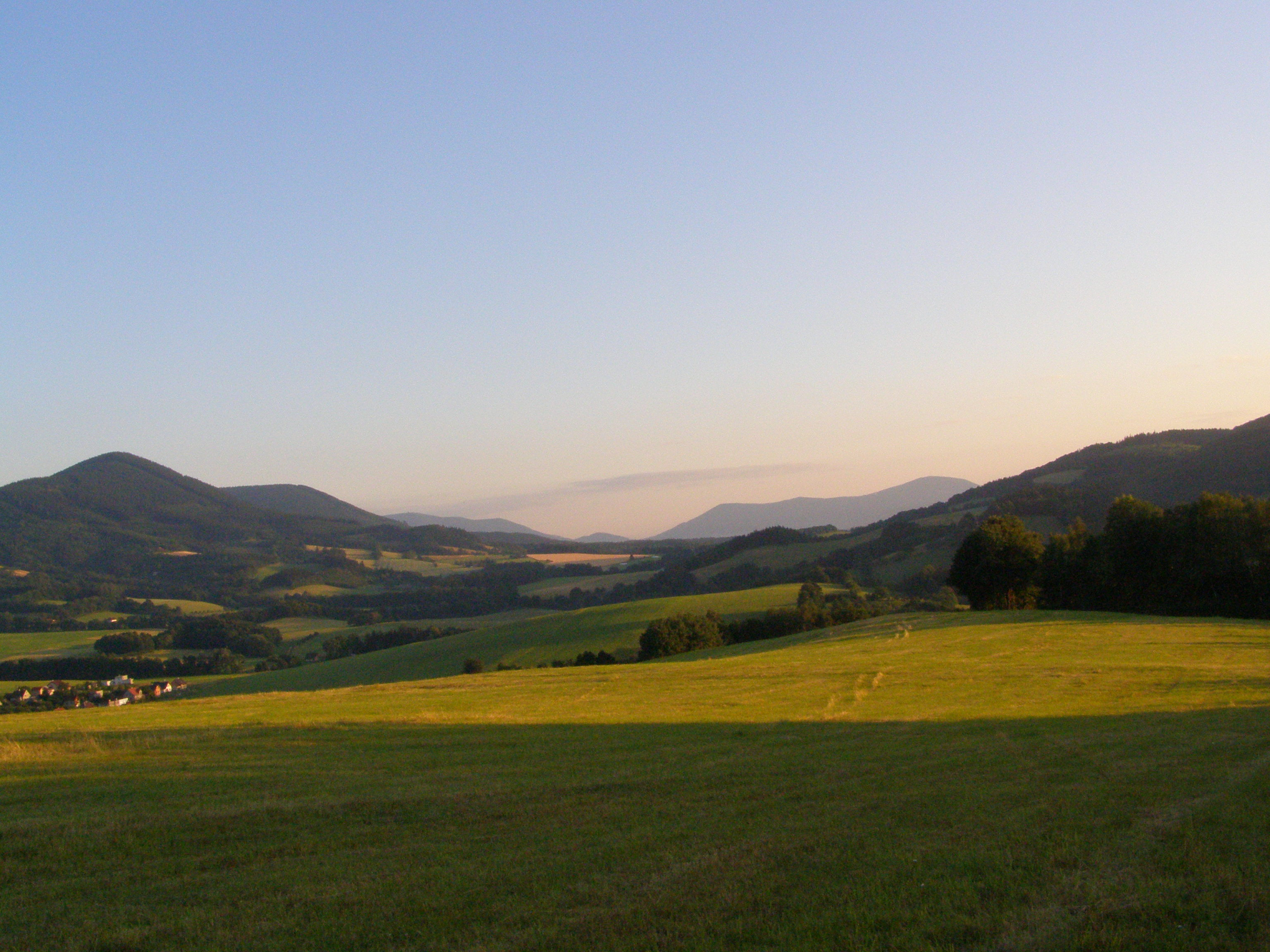
Štramberská vrchovina
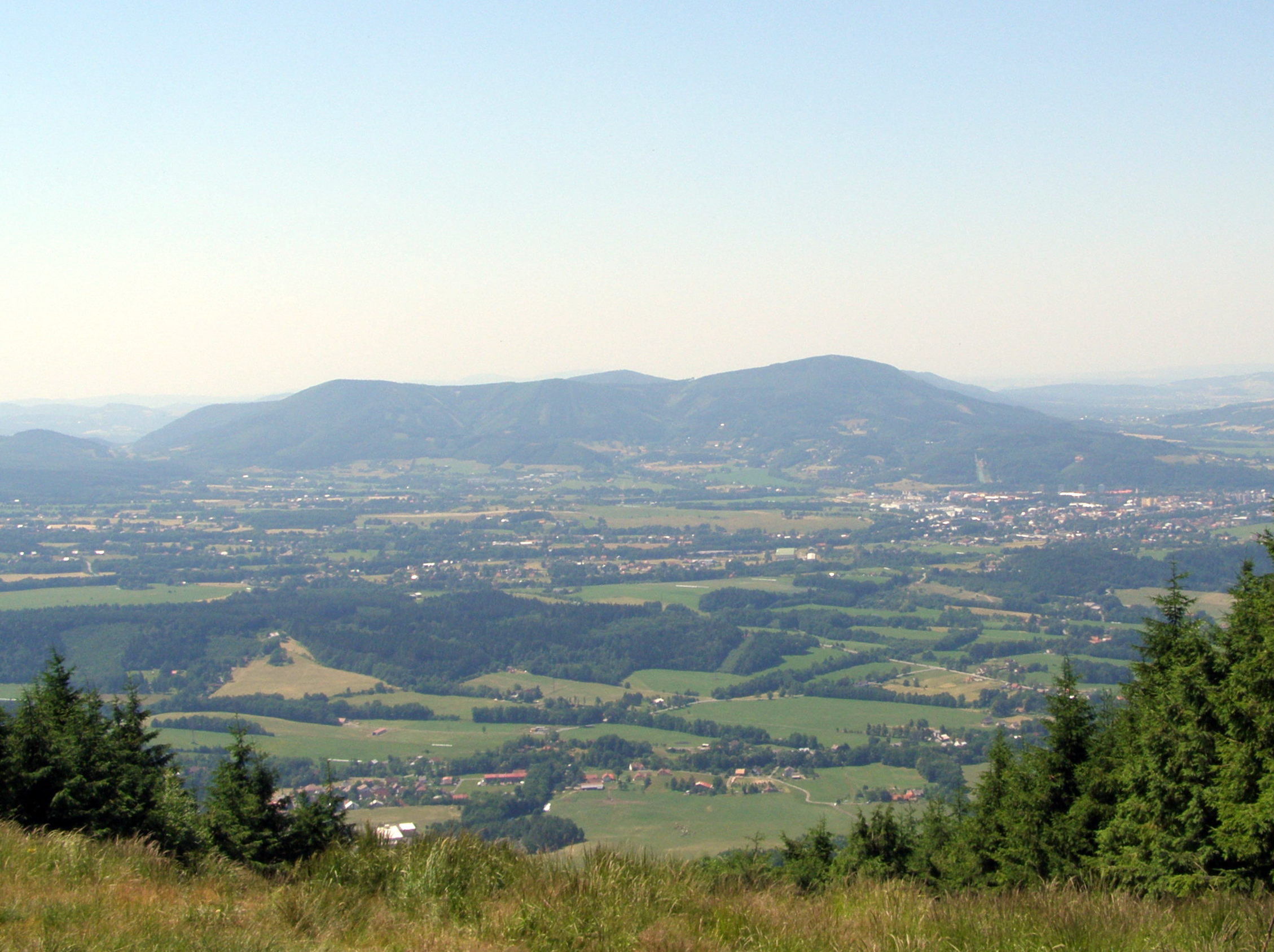
Frenštátská brázda
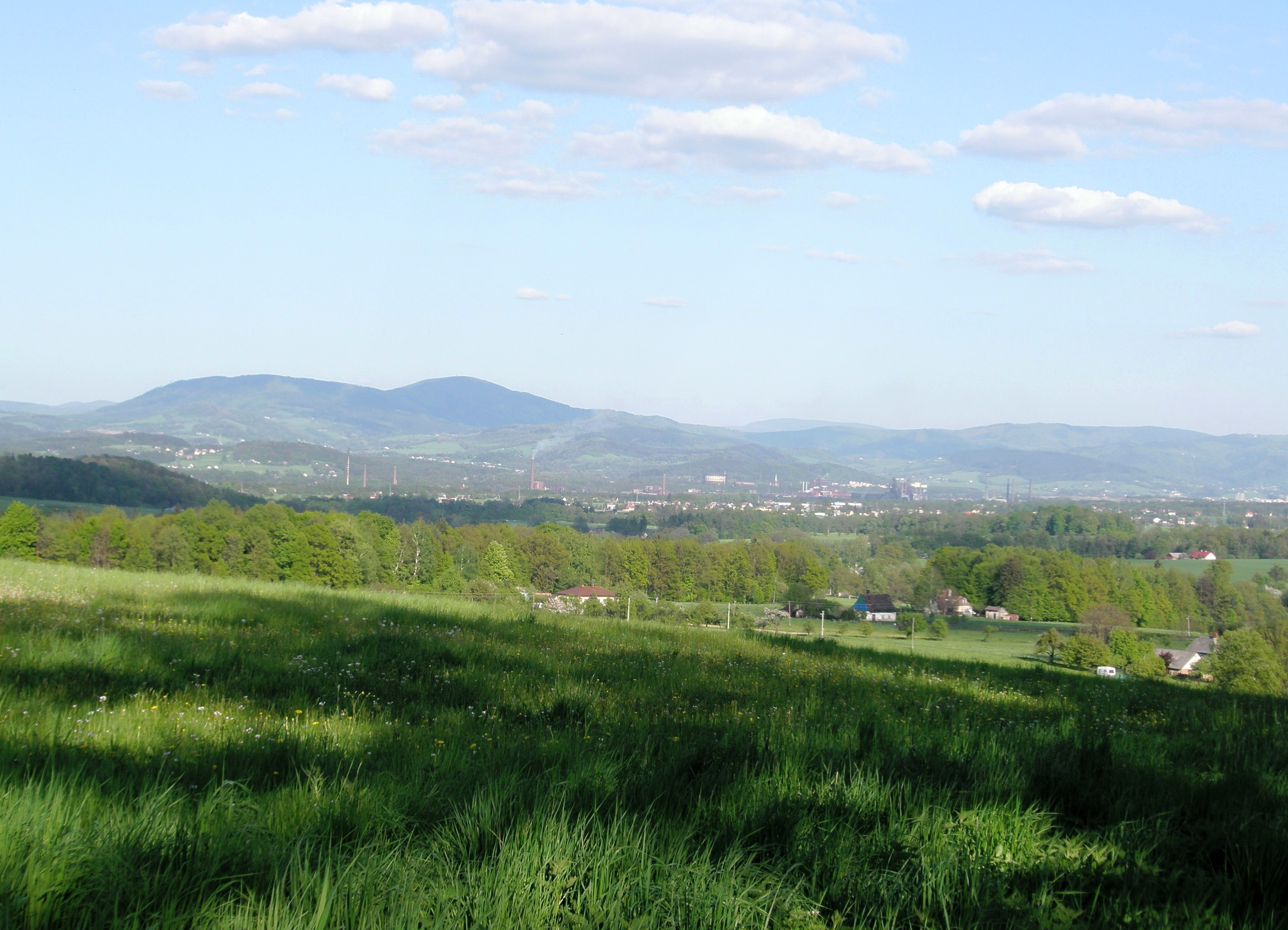
Třinecká brázda
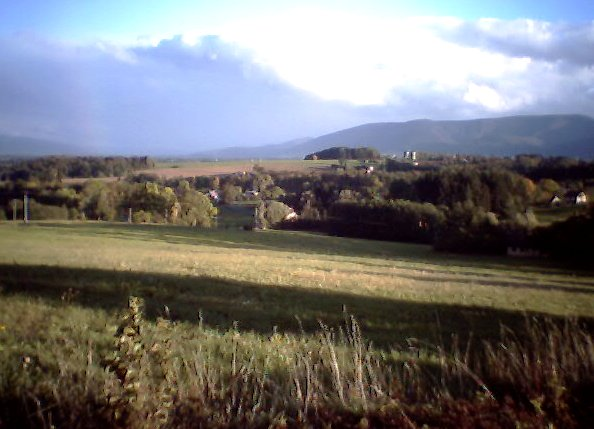
Těšínská pahorkatina

- Kelčská pahorkatina
- Maleník
- Příborská pahorkatina
- Štramberská vrchovina
- Frenštátská brázda
- Třinecká brázda
- Těšínská pahorkatina